# Lipovice (Czechy)
Lipovice – miejscowość i gmina (obec) w Czechach, w kraju południowoczeskim, w powiecie Prachatice. W 2022 roku liczyła 207 mieszkańców.